# Piero Alva
Piero Fernando Alva Niezen (Lima, 14 febbraio 1979) è un ex calciatore peruviano, di ruolo attaccante.

## Carriera

### Club
In quasi tutte le squadre in cui ha militato si è reso protagonista dell'attacco, creando occasioni da goal, molte delle quali finalizzate da lui stesso, e fornendo assist per i suoi compagni.
Il 17 febbraio 2013 nella sfida contro l'Union Comercio si è reso protagonista di uno spiacevole evento antisportivo. Il portiere avversario, dopo aver recuperato il pallone, si accascia a terra per un problema muscolare e lascia cadere la palla vicino a lui. Alva, noncurante della situazione, si getta sul pallone e segna, tra le proteste di tutta la squadra avversaria.

## Palmarès

### Club
- Campionato peruviano: 6

Universitario de Deportes: 1998, 1999, 2000, 2009
Sporting Cristal: 2001
Melgar: 2015